# Монтазио
Монтазио (итал. Montasio) — итальянский полутвердый сыр из коровьего молока, производимый в регионе Венето и Фриули — Венеция-Джулия.

## История
Монтазио имеет давнюю историю. Технология производства изобретена в 1200 году монахами-бенедиктинцами в аббатстве Моджо-Удинезе. Название «Монтазио» впервые упоминается в документах в 1775 году. В 1986 году сыр получил статус продукта контролируемого по происхождению (PDO). В 1996 году получил категорию DOP.

## Технология производства
Оригинальный монтазио разрешено производить в регионе Фриули-Венеция-Джулия и в провинциях Беллуно, Тревизо и частях провинций Венеция и Падуя региона Венето. При производстве главной целью является сохранение вкуса и органолептических характеристик свежего молока. Непастеризованное молоко заливают в медные или стальные чаны. К молоку добавляют стартовые культуры бактерий, или закваску из уже сброженного молока предварительного доения, оно нагревается до 32 — 34 °C для стабильного развития бактерий, к нему добавляется сычужный фермент теленка. Молоко оставляют для свертывания 20 — 25 минут. После сыр разбивают специальным инструментом, лирой, на очень мелкие гранулы. Далее массу постепенно нагревают, постоянно помешивая, до 44 — 46 °C. Сгусток извлекают через 25 минут и прессуют ручным или механическим способом. Головы сыра укладывают в особые формы, которые выдавливают название «Montasio» на боку будущего сыра. Через 24 часа, когда стекут излишки сыворотки, голову помещают в рассол на 2 суток. После посола сыр переносят в помещения для созревания.

## Характеристика
Средний вес голов 6 — 8 кг. Форма цилиндрическая, диаметр 30-35 см, высота 8 см. Текстура сыра компактная, «глазками» распределены равномерно, цвет белый или светло-желтый. Корочка гладкая,  эластичная, светло-коричневого цвета; со временем корочка, как и весь сыр, темнеет, становится зернистой и хрупкой.

## Разновидности
- итал. Montasio Fresco — выдержка от 2 до 4 месяцев, сыр имеет мягкий, нежный молочный вкус.
- итал. Montasio Mezzano — выдержка от 5 до 10 месяцев, характеризуется более мощным и полным вкусом.
- итал. Montasio Stagionato — выдержка не менее 10 месяцев, отличается особыми ароматическими характеристиками, имеет легкую пикантную ноту.
- итал. Montasio Stravecchio — выдержка свыше 18 месяцев.

## Употребление
Способ употребления различается в зависимости от степени выдержки. Fresco и Mezzano - как самостоятельное блюдо, с хлебом, со свежими овощами. Используют в приготовлении салатов, пасты, поленты, выпечки (соленые штрудели, пироги и др.), мясных блюд. Употребляют как аперитив к белым винам (Пино Блан, Шардоне). Монтазио средней выдержки хорошо сочетается с красными сортами вин (Мерло). Montasio Stagionato - часто всего используют в натертом виде, также как заправку для пасты, супов, пельменей, равиоли. Рекомендуется к плотным, красным винам.